# Aérodrome de Saint-Hubert
Ne pas confondre avec la base aérienne de Saint-Hubert (code OACI : EBSU) ni l’aéroport de Saint-Hubert (au Québec, code CYHU)
L'aérodrome de Saint-Hubert (code OACI : EBSH) est un aérodrome belge situé à Saint-Hubert, en province de Luxembourg dans la Région wallonne. Il est essentiellement dévolu aux loisirs aériens, particulièrement le  vol à voile dont il héberge le Centre national, mais aussi l'aviation légère et de tourisme, l'apprentissage du pilotage en avion, ULM, hélicoptères et aérostats.
C'est le second plus haut aérodrome de Belgique (563 m) juste après la base aérienne de Saint-Hubert. Il possède deux doubles pistes en herbe, presque perpendiculaires.

## Historique

### De 1930 à aujourd'hui
Début des années 1930 - Un champ d’aviation est créé sur le plateau surplombant Saint-Hubert.
Décembre 1933 - À la suite de la signature d’un bail emphytéotique avec la Ville, M. Orta (capitaine de l'armée belge, aviateur et directeur de l'aérodrome). établit sur le site une école d’aviation et des ateliers d’où sortiront « Le Saint-Hubert », un avion de 135 cv volant à 248 km/h et un avion d’observation, « Le Renard ».
1945 - L'aérodrome de Saint-Hubert devient un centre d'entretien pour les DC-3 de l'armée Américaine. 
1946 - M. Orta cède le bail emphytéotique et la gestion de l'aérodrome de Saint-Hubert à l'État belge. La Régie des voies aériennes (RVA), à la suite de sa création, reprend en 1948 les obligations de l’État belge.
1958 - l’aéro-club des Ardennes est fondé, le premier à pratiquer le planeur au départ de l’aérodrome.
1960 - le Centre national de vol à voile quitte Temploux (Namur) pour s’établir à Saint-Hubert.
Août 1992 - tous les biens, droits et obligations de la RVA sont régionalisés. Le Ministère de l’Équipement et des Transports (aujourd’hui Service public de Wallonie) assume les fonctions d’exploitation et de commandement aéronautique du site. Les missions relatives à la sécurité de l’espace aérien belge, prises en charge initialement par la RVA, sont restées du ressort du niveau fédéral : c’est ainsi que Belgocontrol continue aujourd’hui à gérer différentes installations à Saint-Hubert (centres d’émission et de réception, gonio...).
2003 - le Gouvernement wallon confie la gestion des infrastructures des trois aérodromes publics : Saint-Hubert, Spa-La Sauvenière et Cerfontaine à la Société wallonne des aéroports SA (en abrégé Sowaer).
2004 - la Sowaer crée une filiale spécialisée : la SA Société de gestion de l’aérodrome de Saint-Hubert. Son rôle : exploiter le site et assurer son développement commercial et touristique. Le Service public de Wallonie a continué à assurer le commandement, la gestion aéronautique et l’entretien du site, dans le cadre d’un protocole d’accord avec la société de gestion.
Printemps 2009 - Idelux décide de reprendre l’aérodrome, compte tenu de l’intérêt de l’outil pour le développement du territoire provincial.
Décembre 2013 - À la suite du mécontentement et de l’opposition des utilisateurs au projet, IDELUX jette l’éponge et se retire de la gestion de l’aérodrome.
Janvier 2014 - La commune de Saint-Hubert, la SOWAER et les utilisateurs s’associent sous la forme d’une société coopérative pour reprendre la gestion de l’outil avec un projet plus réaliste et mieux adapté aux caractéristiques du site. 

### L'arrivée du Centre National de Vol à Voile
On y installe le Centre National de Vol à Voile (CNVV) en 1960, qui était précédemment à Temploux. En 1962, le parc de planeurs se composait d´un Mucha (OO-ZSP), d´un Av 36, d´un Préfect (OO-ZSH), d´un Rhonlerche (OO-ZUK) et d´un Tiger-Moth (OO-EVM) servant d'avion remorqueur. En 1963, un Javelot (OO-ZJO) et en 1964 un Ka 7 (OO-ZDF). À l'heure actuelle ce parc compte quatre ASK-13, quatre Ka8b, deux ASK-21, deux ASK-23, un LS-1, et un LS-4, ainsi que de trois motoplaneurs SF-25, et 4 remorqueurs (deux PA-18-180 Super Cub et deux PA-25-235 Pawnee). 

## Caractéristiques

### Situation
Situé au cœur de l'Ardenne au cœur de la forêt de Freyr, dans un espace aérien non contrôlé, à quelques kilomètres au nord de Saint-Hubert, il est accessible via la  (quitter à la Barrière de Champlon) ou la E 411 (sortie 25bis Libramont - Recogne), en prenant ensuite la .
| \| 50 km1:2 420 000 \| Amougies Arlon Cerfontaine Haren Latour Namur Saint-Hubert Spa · La Sauvenière Verviers Anvers Ostende · Bruges Bruxelles Charleroi · Bruxelles-Sud Courtrai Liège Beauvechain Bertrix Brustem Chièvres Coxyde Florennes Kleine-Brogel Melsbroek Moorsele Schaffen Weelde Zutendaal Gossoncourt Grimbergen Aéroport Aérodrome civil Aérodrome militaire |
| 50 km1:2 420 000 |

#### Coordonnées géographiques
- Latitude : 50° 02' 09'' Nord
- Longitude : 005° 24' 15'' Est
- Altitude : 563 mètres (1847 pieds)

### Pistes

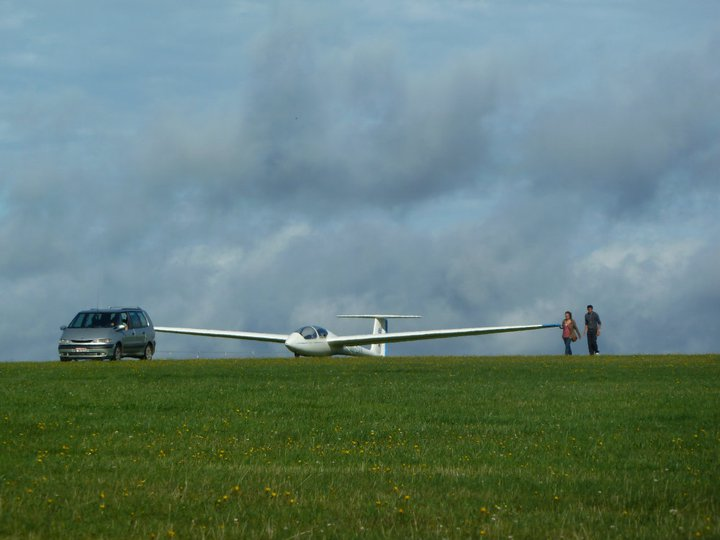
Un planeur sur l'une des quatre pistes de l'aérodrome.

L'aérodrome possède deux doubles pistes en herbe presque perpendiculaires. Les pistes gauches sont les pistes préférentielles planeur et les pistes droites sont les pistes préférentielles avion.
- Les pistes 05 / 23 gauche et droite qui mesurent 600 m de long et 42 m de large.
- Les pistes 14 / 32 gauche et droite qui mesurent 799 m de long et 42 m de large.

### Radio
- « Saint-Hubert Radio » et VDF Homer sur 122.180.

### Services
- Bureau de Navigation
- Station de fuel fournissant du 100LL et du Jet A1
- Station de maintenance mécanique
- Station météo automatique depuis 2007.

### Hangars
L'aérodrome dispose de huit hangars pour avions et aéronef de différentes tailles. Ils peuvent être loués dans leur entièreté ou par emplacement individuel.

## Organismes et écoles
Organismes et écoles
- Le CNVV : Centre national de vol à voile.

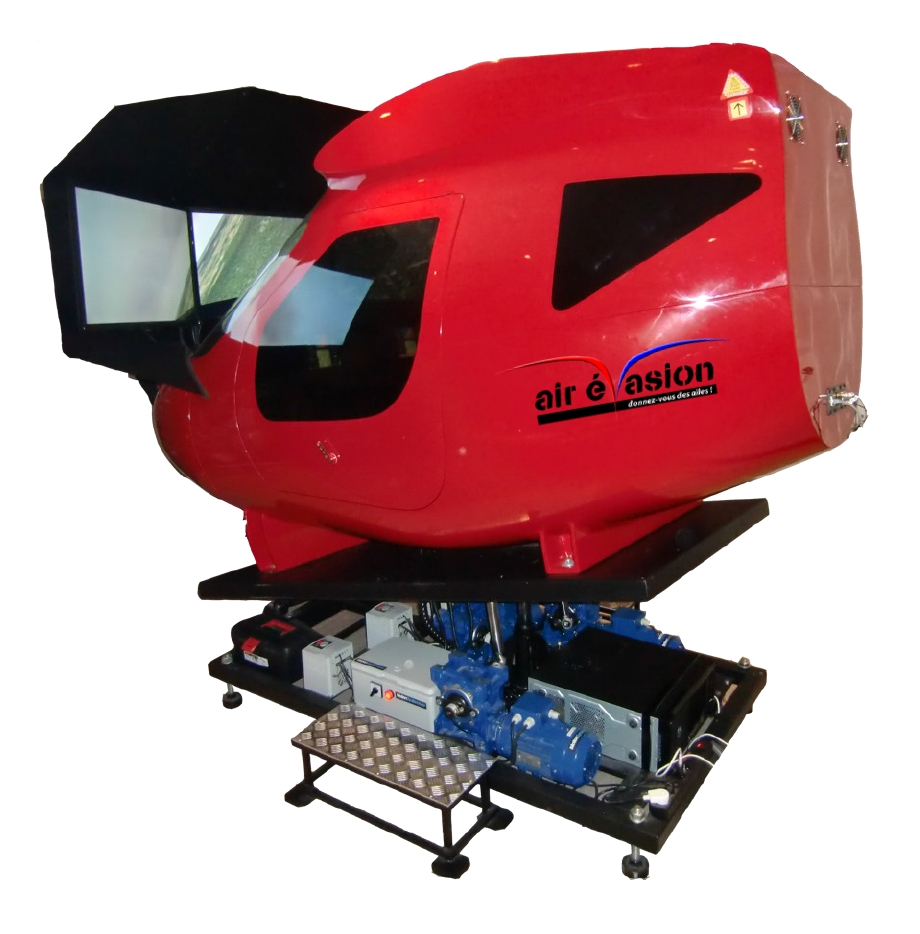
Simulateur Air Evasion - EBSH

- ULM Air Evasion - EBSHSimulateur Air Evasion - EBSHAIr Evasion : Club ULM disposant d'un simulateur pour la formation (gestion des pannes et des situations d'urgences)
  - École de pilotage ULM
  - Formation de pilotes ULM

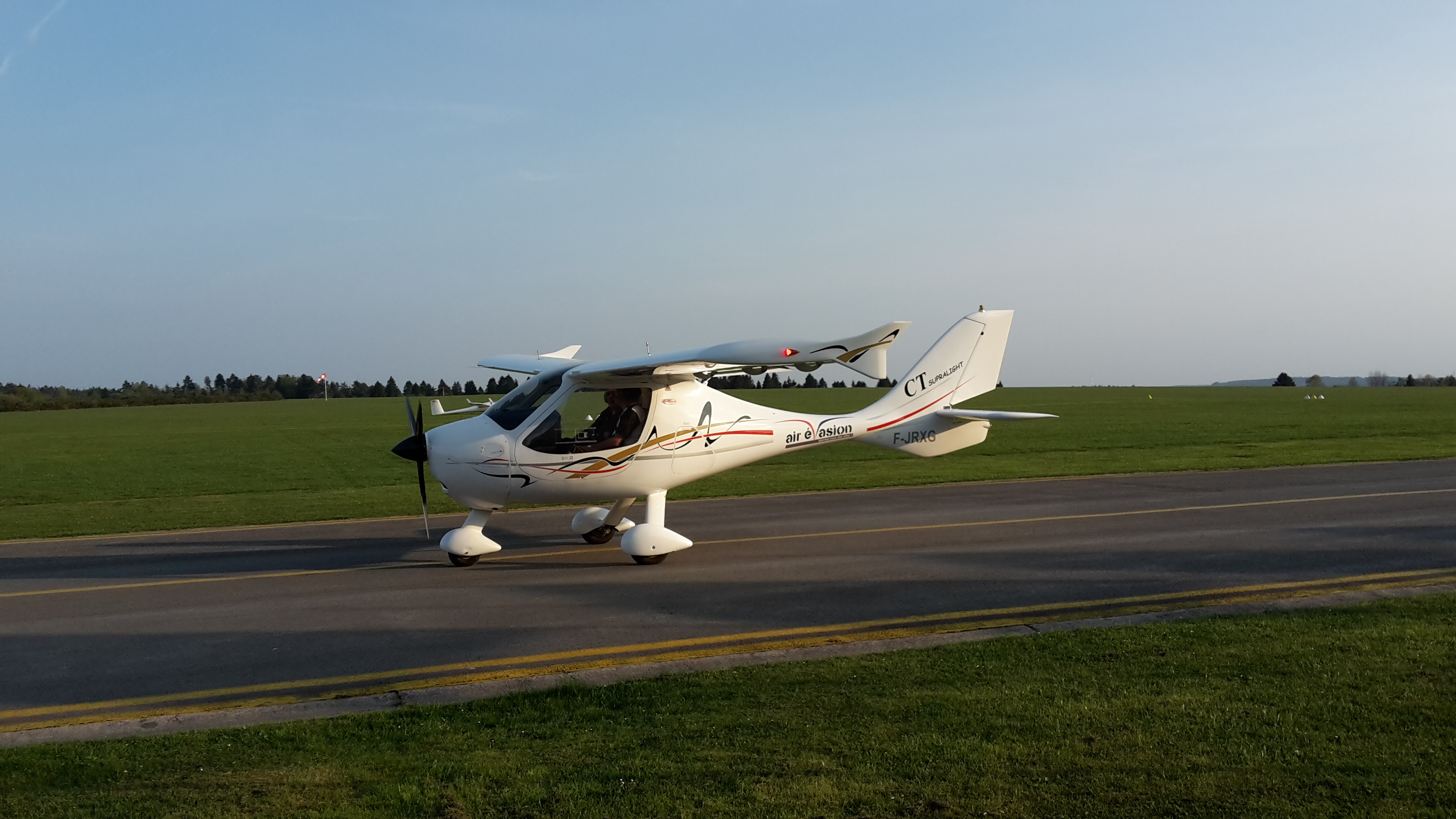
ULM Air Evasion - EBSH

  - Conversion pour les personnes détentrices d’une licence PPL AVION en licence ULM
  - Stages de découverte et vol d’initiation
  - Stages de perfectionnement
  - Baptêmes de l’air
- Air Loisirs : société de découverte de l'aviation (Baptêmes de l'air...)
- Aéro-Club royal des Ardennes : association de pilotes vélivoles et avions
- Aéro-Club universitaire de Louvain : regroupe en majorité des élèves ou anciens élèves de l'UCL qui pratiquent le vol à voile
- Faucheurs de marguerites : club rassemblant principalement des amateurs de machines anciennes
- New CAG Air Academy: école de pilotage principalement basée à Charleroi mais donnant des cours à EBSH

## Accidents et incidents
- Le 8 septembre 2012 un biplan Boeing Stearman s'est abimé lors du décollage, blessant le pilote et le copilote[4].
- Le 13 août 2010 un planeur (ka-8, OO-ZOE) piloté par une jeune stagiaire de 17 ans s'est écrasé non loin de l'aérodrome tuant la seule occupante de l'appareil[5]. Il s'agirait d'une erreur de pilotage ayant provoqué une vrille*